# Aeroportul Municipal Venice
Aeroportul Municipal Venice (IATA: VNC, ICAO: KVNC, FAA LID: VNC) este un aeroport din Florida, Statele Unite ale Americii ce deservește zona Venice⁠(d). Aeroportul a fost tranzitat în 2019 de 232 de pasageri. A fost numit după zona deservită.
Situat la o altitudine de 5 m, aeroportul dispune de 2 piste.

## Infrastructură

### Piste
Aeroportul dispune de 2 piste. Pista 05/23 are suprafața de asfalt și dimensiunile 5.000 picioare × 150 picioare. Pista 13/31 are suprafața de asfalt și dimensiunile 4.999 picioare × 150 picioare. 